# 5 do 12h
5 do 12h je mladinski roman slovenskega pisatelja Lenarta Zajca, ki je prvič izšel leta 1998 v zbirki Prvenci pri Mladinski knjigi. Istega leta je bil nominiran za nagrado Slovenskega knjižnega sejma – najboljši prvenec. Leta 2007 je doživel novo izdajo pri novomeški Založbi Goga.
Roman je odsev avtorjevih najstniških let, ki jih je preživel kot skinhead in se temu primerno tudi vedel. Posledica takega vedenja je bila izključitev iz Srednje šole za družboslovje in splošno kulturo Vida Janežič, danes Poljanska gimnazija. Kljub vsem zapletom je šolo uspešno zaključil.

## Vsebina
Zgodba je postavljena v čas, ko je bila Slovenija še del skupne države Jugoslavije.
Jaka, dijak četrtega letnika srednje šole, je zaprisežen skinhead. Po prepričanju je anarhist. V središču njegovega življenja so  žuri do zgodnjih jutranjih ur, druženje s prijatelji in z dekleti ter pretepi. Tem pretepom v večini primerov botruje alkohol, ki ga Jakova ekipa, Grega, Tork in Žagar, uživajo v velikih količinah. Posledice takega obnašanja so za glavnega junaka neizbežne. Zaradi velikega števila neupravičenih ur in ukorov ga tik pred koncem četrtega letnika izključijo iz šole. Jaka kljub temu ne obupa in se odloči, da bo zaključil srednješolsko izobraževanje. Zakoplje se v knjige in po cele dneve študira. Pri učenju mu pomagajo njegovi prijatelji, starša pa mu ves čas stojita ob strani. Učitelji mu omogočijo opravljanje izpitov pred koncem šolskega leta in tako zaključi letnik pred ostalimi sošolci. Zdaj ima dovolj časa, da razmisli o svojem življenju. Počasi spozna, da nasilje ne pelje nikamor, da Lea, dekle, v katero se je noro zaljubil, ni prava zanj, in sprejme odločitev, da se bo po odsluženem vojaškem roku vpisal na študij zgodovine. Zgodba ima srečen konec, saj se Jaka zaljubi v Vanjo, dolgoletno prijateljico. Tako končno najde ljubezen, ki jo je ves čas obupno iskal in jo na koncu našel tam, kjer je vseskozi bila, tik pred njegovim nosom. Ob prebiranju Zajčevega romana spoznamo, da so predstavniki različnih subkultur s konca osemdesetih let dvajsetega stoletja, katerih smo se vsi bali in izogibali, čisto običajni ljudje s svojimi vrednotami, ideali, čustvi in konec koncev tudi strahovi.   

## Zbirka
Delo je izšlo v dveh zbirkah: Prvenci, Lunapark.

## Izdaje in prevodi
- Izdaja romana iz leta 1998 (COBISS)
- Izdaja romana iz leta 2007 (COBISS)